# Bolko von Oetinger
Bolko von Oetinger (* 27. Februar 1943 in Berlin) ist ein deutscher Politikwissenschaftler und Unternehmensberater. Von 1981 bis 1992 war er Chef der Boston Consulting Group in Deutschland. Er ist seit 2004 Honorarprofessor für Strategische Unternehmensplanung an der WHU – Otto Beisheim School of Management.

## Leben
Bolko von Oetinger leistete nach dem Abitur 1962 an der Staatlichen Oberrealschule Saarbrücken (Verleihung des Scheffelpreises) seinen Wehrdienst als Reserveoffizieranwärter ab. Er schied als Leutnant der Reserve aus.
Ab 1964 studierte er Politische Wissenschaft (Diplom) am Otto-Suhr-Institut der Freien Universität Berlin. Danach war er wissenschaftlicher Assistent am dortigen John-F.-Kennedy-Institut für Nordamerikastudien. 1972 wurde er bei Arnulf Baring mit der Dissertation Die Bedeutung des westlichen Systems für die Außenpolitik der Großen Koalition unter besonderer Berücksichtigung der drei Westmächte zum Dr. rer. pol. promoviert. Als Harkness Fellow studierte er an der Stanford Graduate School of Business und erwarb 1974 einen MBA.
Noch in den USA wurde er 1974 Unternehmensberater bei der Boston Consulting Group (BCG) und arbeitete später für BCG in Paris. 1981 wurde er Chef des Unternehmens in Deutschland. Diese Position hatte er bis 1991 inne. Gleichzeitig war er von 1983 bis 1995 Mitglied des weltweiten BCG-Führungsgremiums. Von 1994 bis 1997 leitete er das weltweite Marketing der BCG-Gruppe. 1998 gehörte er zu den Gründern des Strategieinstituts der BCG, dessen Leiter er bis 2008 war.
Er ist seit 1998 Lehrbeauftragter und seit 2003 Honorarprofessor für Strategische Unternehmensplanung an der WHU – Otto Beisheim School of Management in Vallendar. Außerdem gehört er seit 1999 dem Beratergremium der Stanford Graduate School of Business an, Mitglied im Kuratorium des Hauses der Kunst in München und war Vorsitzender des Kuratoriums der Eberhard von Kuenheim Stiftung und ist Stellvertretender Vorsitzender der BMW Stiftung Herbert Quandt. Er gab mehrere Strategiebücher u. a. zu Carl von Clausewitz heraus.
2011 erhielt er den Denkmalpreis der Hypo-Kulturstiftung (gemeinsam mit seiner verstorbenen Ehefrau Marie Luise Else Anne Marie Fürer von Haimendorf). Er hat drei Kinder und lebt in München.

## Schriften (Auswahl)

### Als Autor
- Hänsel und Gretel und die Kuba-Krise. 13 Wege, Strategie neu zu denken. Hanser, München u. a. 2006, ISBN 3-446-40620-4.

### Als Herausgeber
- Strategien für die neue Weltwirtschaft. Hanser, München u. a. 1998, ISBN 3-446-19429-0.
- mit Heinrich von Pierer: Wie kommt das Neue in die Welt? Rowohlt, Reinbek 1999, ISBN 3-499-60798-0.
- Das Boston-Consulting-Group-Strategie-Buch. Die wichtigsten Managementkonzepte für den Praktiker. 7. Ausgabe. Econ, München 2000, ISBN 3-430-11409-8.
- mit Tiha von Ghyczy und Christopher Bassford: Clausewitz. Strategie denken. Hanser, München u. a. 2001, ISBN 3-446-21743-6. (ungekürzte Ausgabe, Deutscher Taschenbuch Verlag, München 2003, ISBN 3-423-34033-9)